# Spyridon (Vorname)
Spyridon ist ein männlicher Vorname.

## Herkunft und Bedeutung
Der Name Spyridon, altgriechisch Σπυρίδων Spyrídōn, geht vermutlich auf σπυρίς spyrís „(großer) Korb“ zurück. Außerdem wird er mit lateinisch spiritus „Geist“ in Verbindung gebracht.

## Varianten
- Griechisch: Σπυρίδων Spiridon
  - Diminutiv: Σπύρος Spíros, Spyros, Σπύρο Spíro, Spyro
  - Altgriechisch: Σπυρίδων Spyrídōn, Σπυρίδωνας Spyrídōnas
- Italienisch: Spiridione
- Kroatisch: Spiridon
- Polnisch: Spirydon
- Portugiesisch: Espiridão
- Serbisch: Спиридон Spiridon
- Spanisch: Espiridión

Die weibliche Variante des Namens lautet Σπυριδούλα Spyridúla, Spiridúla.

## Bekannte Namensträger
- Spyridon († 350), Heiliger der orthodoxen Kirche, Schutzpatron Korfus
- Spyridon Belokas (* 1878), griechischer Langstreckenläufer
- Spyridon Chazapis (* 1872), griechischer Schwimmer
- Spyridon Ioannidis (* 1981), griechischer Boxer, Olympiateilnehmer 2004
- Spyridon Kladouchas (* 1980), griechischer Boxer und Olympiateilnehmer
- Spyridon Koutroufinis (* 1967), griechischer Philosoph
- Spyridon Lambros (1851–1919), griechischer Politiker und Ministerpräsident
- Spyridon Louis (1873–1940), griechischer Marathonläufer und erster Olympiasieger
- Spyridon Marinatos (1901–1974), griechischer Archäologe
- Spyridon Miliarakis (1852–1919), griechischer Arzt und Botaniker
- Spyridon Skembris (* 1958), griechischer Schachgroßmeister
- Spyridon Stais (1859–1932), griechischer Sportschütze
- Spyridon Trikoupis (1788–1873), griechischer Politiker und Ministerpräsident
- Spyridon Vasdekis (* 1970), griechischer Weitspringer
- Spyridon Vikatos (1878–1960), griechischer Maler
- Spyridon Xyndas (1812–1896), griechischer Komponist klassischer Musik

Weiterer Vorname
- James Spyridon Vlassakis, australischer Serienmörder